# Lago di Lucendro
Lago di Lucendro är en sjö i Schweiz. Den ligger i den centrala delen av landet, 90 km sydost om huvudstaden Bern. Lago di Lucendro ligger 2 073 meter över havet. Arean är 0,44 kvadratkilometer. Den sträcker sig 0,8 kilometer i nord-sydlig riktning, och 1,3 kilometer i öst-västlig riktning.
Trakten runt Lago di Lucendro består i huvudsak av gräsmarker. Runt Lago di Lucendro är det glesbefolkat, med 15 invånare per kvadratkilometer.